# Ser digital
Para otras acepciones en la ciencia ficción, véase Ser digital (ciencia ficción)
Ser digital es un libro escrito por Nicholas Negroponte y originalmente publicado en enero de 1995.
Ser digital presenta una historia general de varios medios de comunicación y tecnologías digitales, muchos de los cuales tuvieron la participación directa de Negroponte en su concepción. Negroponte hace un análisis a lo largo del libro de varias de estas tecnologías e intenta predecir cómo evolucionarían sosteniendo la firme creencia de que la humanidad se está viendo inclinada a la «digitalización», trasladándose de un mundo de átomos a un mundo de bits. El propio Negroponte expone:

La mejor manera de apreciar los méritos y las consecuencias de ser digital es reflexionar sobre la diferencia que existe entre bits y átomos.

## Estructura
Negroponte ahonda en aspectos como la protección de los bits en los derechos de autor, la cultura digital, el entretenimiento y la responsabilidad sobre estos medios de información y comunicación, en 18 capítulos organizados en tres partes.
- Prólogo
- Parte uno: Los bits son bits.
  - El ADN de la información.
  - El ancho de banda desenmascarado.
  - Emisión de bits.
  - La policía del bit.
  - Bits mezclados.
  - El negocio del bit.
- Parte dos: La Interfaz.
  - Donde las personas y los bits se encuentran
  - Persona gráfica.
  - Realidad virtual.
  - Mirar y tocar.
  - Hablémoslo.
  - Menos es más.
- Parte tres: Vida digital.
  - La era de la postinformación.
  - La hora punto es mi momento.
  - Buenas conexiones.
  - Una diversión fácil.
  - Fábulas y minucias digitales.
  - Los nuevos E-xpresionistas.
- Epílogo: Una era de optimismo.